# Flabellum (waaier)

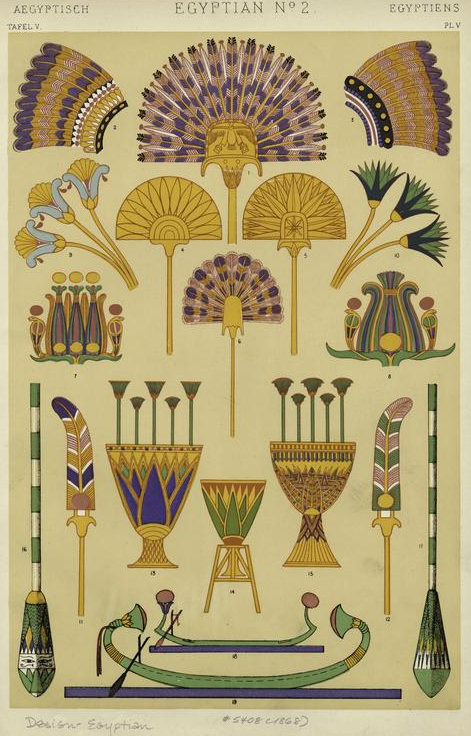
Voorbeelden van Flabella

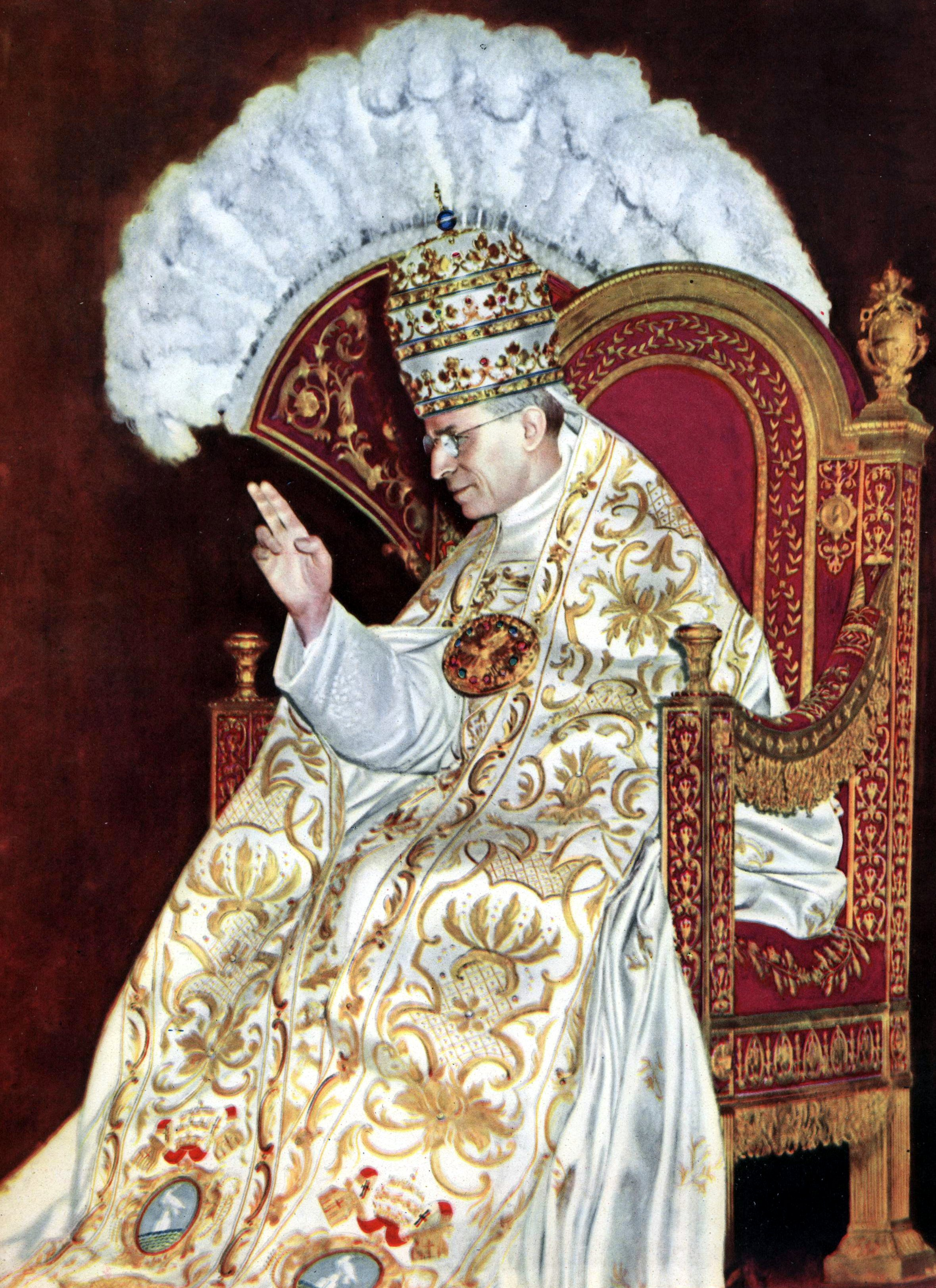
Paus Pius XII op de dag van zijn kroning, met achter zijn troon een Flabellum

Een flabellum is een liturgische waaier van struisvogelveren. Als teken van eer werden eertijds twee flabella gebruikt telkens wanneer de paus in processie werd gedragen op de sedia gestatoria (de pauselijke draagstoel). Oorspronkelijk was het flabellum een attribuut van de farao's.
De liturgische waaier werd vanaf ten minste de 4e eeuw gebruikt tijdens de eucharistie. Het primaire doel van het flabellum was destijds het weghouden van vliegen en andere insecten bij de offergaven. Dit gebruik bleef in het Westen bestaan tot in de 14e eeuw.
In de Byzantijnse, Armeense, Koptische en Syrisch-orthodoxe liturgieën wordt het flabellum nog steeds gebruikt, zij het tegenwoordig met een louter symbolische betekenis.